# Сан Бело (Сондрио)
Сан Бело је насеље у Италији у округу Сондрио, региону Ломбардија.
Према процени из 2011. у насељу је живело 17 становника. Насеље се налази на надморској висини од 326 м.